# M-75 (ракета)
М-75 — неуправляемая ракета класса «земля-земля», производимая террористическим движением ХАМАС в секторе Газа. Является улучшенной разновидностью ракеты «Кассам». Впервые такие ракеты были использованы ХАМАСом для обстрела израильской территории во время операции «Облачный столп» в 2012 году. В том же году обстрелу ракетами М-75 впервые подверглись Тель-Авив и его пригороды, а также Иерусалим и его пригороды. Дальность действия этих ракет составляет около 75 км, отсюда цифра «75» в названии. В марте 2014 г. движение ХАМАС поставило памятник этой ракете в центре Газы. В ходе операции «Нерушимая скала» в июле 2014 г. боевое крыло ХАМАС применяло эти ракеты для обстрела израильской территории; они долетали до Иерусалима и Тель-Авива, а также до других городов в центральной части Израиля, по заявлениям самой организации ХАМАС.